# Lavos
Lavos ist eine Gemeinde (Freguesia) in Portugal und gehört zum Kreis (Concelho) von Figueira da Foz.

## Geografie
Der Ort ist etwa 7 km von Figueira da Foz entfernt; die Entfernung ist jedoch seit dem Abriss der alten Brücken und den Bau der Zubringerbrücken zur Ponte Edgar Cardoso auf 11 km angewachsen. Lavos liegt südlich von Figueira landeinwärts im flachen Marschland, etwa 4 km vom Strand der Gemeinde entfernt, der Costa de Lavos.

## Geschichte
Lavos, noch unter dem Namen Lavos da Marinha, erhielt erstmals im Jahr 1217 durch D. Afonso II. Verwaltungsrechte (Foral), die 1519 im Zuge der Verwaltungsreformen von König Manuel I. erneuert wurden, unter dem Namen Lavãos. Mitte des 18. Jahrhunderts verschwanden die Siedlungen der Gemeinde zunehmend im Sand, und die Kirche wurde 1632 verlegt, und mit ihr die Ortschaft. Seit Anfang des 19. Jahrhunderts verhinderten umfangreiche Aufforstungen und Dünenbefestigungen ein neuerliches Versanden, nachdem 1743 die Kirche und Ortsteile erneut verlegt werden mussten, nach Santa Luzia.
1808 landete im Gebiet von Figueira da Foz der britische Armeeführer Wellesley, der spätere General Wellington, ein zweites Mal, um gegen eine erneute napoleonische Invasion vorzugehen. Im August 1808 hatte er für einige Tage sein Lager in Lavos aufgeschlagen.
Bis zu den Verwaltungsreformen nach der Liberalen Revolution in Portugal 1822 bildeten Lavos und Paião einen gemeinsamen Kreis (Concelho), der 1853 dem Kreis von Figueira da Foz angegliedert wurde. Eine eigenständige Gemeinde (Freguesia) ist Lavos bis heute geblieben, jedoch sind Teile seines Gemeindegebietes im Laufe der Jahre ausgegliedert worden und bilden als Marinha das Ondas und São Pedro eigene Gemeinden.
2009 wurde Lavos zur Vila (Kleinstadt) erhoben.

## Kultur, Sport und Sehenswürdigkeiten
Das Museu Municipal Santos Rocha unterhält mit seiner Außenstelle des Núcleo Museológico do Sal ein Freilichtmuseum in einem Teil der hiesigen Salinengebiete Salina do Corredor da Cobra, im Ortsteil Armazéns de Lavos.
Die Igreja Paroquial (dt.: Gemeindekirche) von Santa Luzia aus dem 18. Jahrhundert birgt einen Taufstein aus dem 16. Jahrhundert, verschiedene Front- und Seiten-Retabel aus Marmor und goldbeschichtetem Holz aus dem 18. Jahrhundert, und ein Gemälde aus dem Jahr 1789 der Kirchenpatronin Nossa Senhora da Conceição (dt.: Unsere liebe Frau der Empfängnis) von Pascoal Parente im rechten Seitenschiff. Sehenswert ist auch die Kassettendecke aus 45 unterschiedlichen Stücken, und die Orgel aus vergoldetem Schnitzwerk (talha dourada). Die Kirche steht als Imóvel de Interesse Público seit 2001 unter Denkmalschutz. Das 1947 errichtete Zollpolizeigebäude Posto da Guarda Fiscal de Lavos ist ein weiteres denkmalgeschütztes Gebäude.
In der Gemeinde sind eine Vielzahl Vereine tätig, darunter die Sportvereine Sport Clube de Lavos und Clube Desportivo da Costa de Lavos, die Volkstanzvereine Rancho Folclórico As Salineiras de Lavos und Rancho Folclórico e Etnográfico de Lavos, der Motorradclub Motoclube do Sul do Mondego, und die Jägervereinigung Clube de Caçadores do Sul do Mondego. Die Kulturvereine Casa do Povo de Lavos und Centro Recreativa. e Cultural Carvalhense sind ebenso kulturelle Motoren, wie die 1887 gegründete Sociedade Artística Musical Carvalhense mit ihren Orchestern und ihrer Musikschule.
In seinem Roman O Barão de Lavos von 1891, der als einer der ersten Romane der portugiesischen Literatur gilt, der Homosexualität thematisiert, erzählt der Schriftsteller, Diplomat und Politiker Abel Botelho (1855–1917) die Geschichte eines fiktiven Barons von Lavos.

## Wirtschaft
Die Papierfabriken der Portucel Soporcel und der Altri-Tochter Celbi liegen hier. Des Weiteren sind verschiedene Betriebe der Textil-, Nahrungsmittel- und metallverarbeitenden Industrie angesiedelt.
Die Salzproduktion war hier früher von größerer Bedeutung, wird aber noch betrieben. Gleiches gilt für den Fischfang an der Costa de Lavos.

## Verwaltung
Lavos ist Sitz einer gleichnamigen Gemeinde (Freguesia) im Kreis (Concelho) von Figueira da Foz, im Distrikt Coimbra. Am 30. Juni 2011 hatte die Gemeinde 4017 Einwohner auf einer Fläche von 35,2 km².
Folgende Orte gehören zur Gemeinde Lavos:
| - Armazéns (de Lavos) - Boavista - Bizorreiro - Costa de Lavos | - Lavos - Regalheiras - Carvalhais - Santa Luzia | - Outeiro - Franco - Casal da Fonte - Bairro Alto |

## Verkehr
Die Nationalstraße 109 (IC1) verläuft durch die Gemeinde.
Die Gemeinde ist an den Öffentlichen Nahverkehr des Kreises Figueira angebunden (private Buslinien in städtischer Konzession).
Nach dem Beschluss der CP aus 2012, die Linha do Oeste zukünftig nur noch für den Güterverkehr zu nutzen, hat die Gemeinde keinen Eisenbahnhaltepunkt in der Nähe mehr.